# یواس‌اس استلا (اس‌پی-۵۳۷)
یواس‌اس استلا (اس‌پی-۵۳۷) (به انگلیسی: USS Estella (SP-537)) یک کشتی بود. این کشتی در سال ۱۹۱۲ ساخته شد.